# 現代小説・演習
現代小説・演習（げんだいしょうせつ・えんしゅう）は講談社の文芸誌「群像」で2003年1月号から12月号まで1年間連載された小説と評論の企画。評論家が小説の方法論に関する評論を書き、小説家がそれを受けて小説を書くという企画で、毎回第一部が評論、第二部が小説となっている。2004年には、小説家が対談し、その結果を踏まえて小説を書くという企画「現代文学演習2004」が1月号から10月号まで掲載された。

## 「現代小説・演習」掲載リスト
2003年1月号　第一回
- 【第一部】石川忠司 - 絶対的「肯定」の小説、絶対的「不信」の小説
- 【第二部】佐藤友哉 - 藪れません

2003年2月号　第二回
- 【第一部】川田宇一郎 - 何でもなく見えた原っぱ ――「ごっこ」を使えばみるみる小説が書ける
- 【第二部】小林エリカ - 巴里 PARIS

2003年3月号　第三回
- 【第一部】仲俣暁生 - 「鍵のかかった部屋」をいかに解体するか How Much Longer Do We Tolerate Murder Case?
- 【第二部】舞城王太郎 - 僕のお腹の中からはたぶん「金閣寺」が出てくる。

2003年4月号　第四回
- 【第一部】田中和生 - 『ボヴァリー夫人』のように ――「ショッピングの女王」を描く
- 【第二部】蒔岡雪子 - ミラクルフルーツ

2003年5月号　第五回
- 【第一部】陣野俊史 - ある少女の「評伝」
- 【第二部】横田創 - 秘密の子供

2003年6月号　第六回
- 【第一部】永江朗 - 日本文学の泉へ
- 【第二部】宮崎誉子 - ポップコーン

2003年7月号　第七回
- 【第一部】切通理作 - 情緒論
- 【第二部】佐藤智加 - 孫入り

2003年8月号　第八回
- 【第一部】安藤礼二 - 聖杯はどこにある？
- 【第二部】早川大介 - 避雷ノ手引キ

2003年9月号　第九回
- 【第一部】神山修一 - 恋愛小説論
- 【第二部】宮内聡 - リリィ

2003年10月号　第十回
- 【第一部】齋藤礎英 - 三つの入口と一つの出口
- 【第二部】岡崎祥久 - 三つの入口と一つの入口

2003年11月号　第十一回
- 【第一部】加藤弘一 - 人殺し小説は可能か
- 【第二部】岡武士 - 月面の船長

2003年12月号　第十二回
- 【第一部】愛媛川十三 - いーから皆密室本とかJDCとか書いてみろって。
- 【第二部】舞城王太郎 - 私たちは素晴らしい愛の愛の愛の愛の愛の愛の愛の中にいる。

## 「現代文学演習2004」掲載リスト
2004年1月号
- 【第一部】対談 - 青山真治、宮沢章夫 - 「僕らはなぜ小説を書くのか？」

2004年2月号
- 【第二部】作品編 - 青山真治 - Radio Hawaii、宮沢章夫 - レパード

2004年3月号
- 【第一部】対談 - 小林紀晴、石川直樹 - 「旅をどのように表現するか」

2004年4月号
- 【第二部】作品編 - 小林紀晴 - トムヤムクン、石川直樹 - 熱気球遠征の顚末

2004年5月号
- 【第一部】対談 - 大竹伸朗、湯浅学 - 「アート・音楽・文学とは何か」

2004年6月号
- 【第二部】作品編 - 大竹伸朗 - 権三郎月夜、湯浅学 - 蟬蟬蟬蟬

2004年7月号
- 【第一部】対談 - 土屋豊、菊地成孔 - 「日本という症例を考える」

2004年8月号
- 【第二部】作品編 - 土屋豊 - クロナガアリのIDコード、菊地成孔 - 大冒険(苦笑)

2004年9月号
- 【第一部】対談 - 加藤健、林完次 - 「街の光は希望の星くず」

2004年10月号
- 【第二部】作品編 - 加藤健 - 宙ノ鈴、林完次 - 星のおじさま